# Order Królewski Hiszpanii

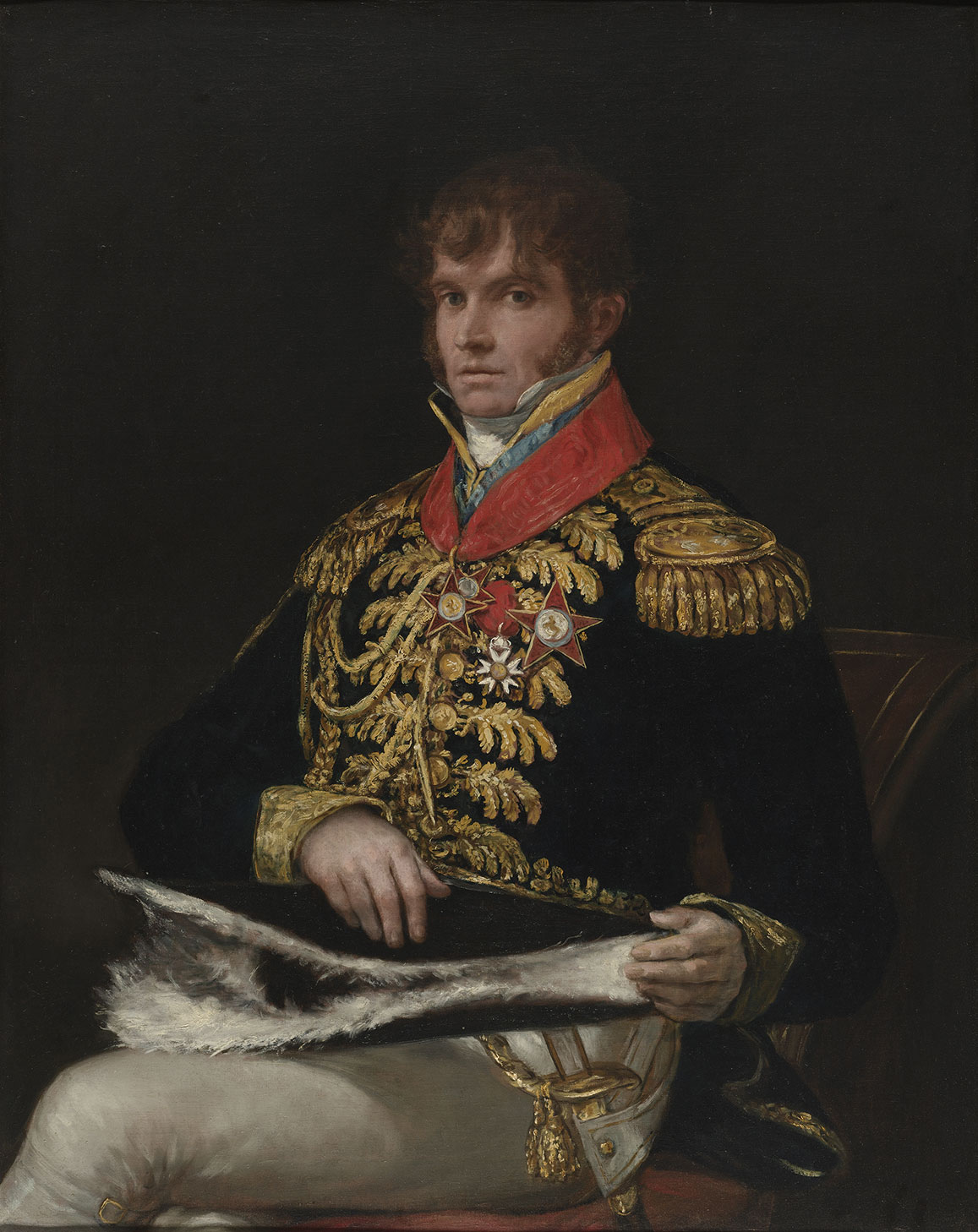
Obraz Francisca Goi, Nicolas Philippe Guye udekorowany komandorią i gwiazdą Orderu Hiszpanii oraz krzyżem kawalerskim Orderu Legii Honorowej.

Order Królewski Hiszpanii (hiszp. Orden Real de España) – order ustanowiony 20 października 1808 przez Józefa Bonaparte jako króla okupowanej Hiszpanii i przyznawany za zasługi cywilne, a od 1809 również wojskowe. Nadawany był przez niego w latach 1808–1813 jako odznaczenie państwowe, a także jako order domowy aż do jego śmierci w 1844.
Order był przyznawany Francuzom oraz Hiszpanom, którzy opowiedzieli się po stronie francuskiej. Przez hiszpańskich patriotów nazywany był szyderczo „Krzyżem z Bakłażana” (Cruz de la Berenjena).
Podzielono go na trzy klasy:
- Krzyż Wielki (Grandes Bandas/Grands Croix),
- Komandor (Comendadores/Commandeurs),
- Kawaler (Caballeros/Chevaliers)[2].

Odznaka orderu była wzorowana na Orderze Obojga Sycylii, miała kształt pięciopromiennej gwiazdy, emaliowanej na czerwono, pośrodku której na awersie widniał lew stolicy Aragonii i dewiza „VIRTUTE ET FIDE” („męstwu i wierności”), a na rewersie wieża Kastylii i napis: „JOS• NAP• HISP• ET IND• REX INST•” („Józef Napoleon król Hiszpanii i Indii ustanowił”). Odznaka była mocowana do ciemnoczerwonej wstęgi lub wstążki.
Noszony był przez władcę poniżej Orderu Złotego Runa.

## Odznaczeni
Order I klasy na łańcuchu, oprócz Józefa Bonaparte jako Wielkiego Mistrza, otrzymał m.in. Napoleon Bonaparte, Ludwik Bonaparte, Hieronim Bonaparte, Joachim Murat.
Jedynym polskim generałem odznaczonym tym orderem był książę Antoni Paweł Sułkowski, który posiadał od 1810 jego krzyż kawalerski.